# Granatellus venustus
Granatellus venustus е вид птица от семейство Cardinalidae.

## Разпространение
Видът е разпространен в Мексико.